# Средња аномалија
У небеској механици, средња аномалија  је параметар који се односи на позицију и време кретања тела у Кеплеровој орбити. Заснива се на једнаким површинама које описује у једнаким временским интервалима линија која спаја фокус и тело које орбитира (Други Кеплеров закон).
Средња аномалија повећава се од нула до {\displaystyle 2\pi } радијана током сваке орбите. Међутим, то није угао. Према Другом Кеплеровом закону, средња аномалија је површина коју описује линија која спаја фокус и тело од последње апсиде.
Средња аномалија се обично обележава словом {\displaystyle M}, а дата је формулом:
{\displaystyle M=n\,t={\sqrt {\frac {G(M_{\star }\!+\!m)}{a^{3}}}}\,t}
где је n средње кретање, а дужина велике полуосе, {\displaystyle M_{\star }} и m масе орбитирања, а G гравитациона константа.
Средња аномалија је време од последње апсиде помножено средњим кретањем, а средње кретање је величина која се добија када се {\displaystyle 2\pi } радијана поделе пуним орбиталним периодом.
Средња аномалија је један од три угаона параметра (аномалије) која дефинише положај дуж орбите, док су друге две ексцентричне, односно праве аномалије. Ако је средња аномалија позната у датом тренутку, може се израчунати у било ком следећем (или претходном) тренутку додавањем (или одузимањем) {\displaystyle {\sqrt {\frac {G(M_{\star }\!+\!m)}{a^{3}}}}\,\delta t} где {\displaystyle \delta t} представља временску разлику. Такође се и друге аномалије могу израчунати.

## Формуле
Средња аномалија се може израчунати из ексцентричне аномалије Е и ексцентрицитета е уз помоћ Кеплерове једначине:
{\displaystyle M=E-e\cdot \sin E}
Да би се пронашао положај објекта у елиптичној Кеплеровој орбити у датом тренутку t, средња аномалија се добија као производ времена и средњег кретања, па се онда користи да се пронађе ексцентрична аномалија решавањем Кеплерове једначине.
Такође се често виђа:
{\displaystyle M=M_{0}+nt},
где је n опет средње кретање, али је t време које је прошло од тренутка M0. Вредност M0 означава средњу аномалију у датом тренутку, и то у оном када је мерење почело.